# Androlepis skinneri
Androlepis skinneri là một loài thực vật có hoa trong họ Bromeliaceae. Loài này được (K.Koch) Brongn. ex Houllet mô tả khoa học đầu tiên năm 1870.

## Hình ảnh

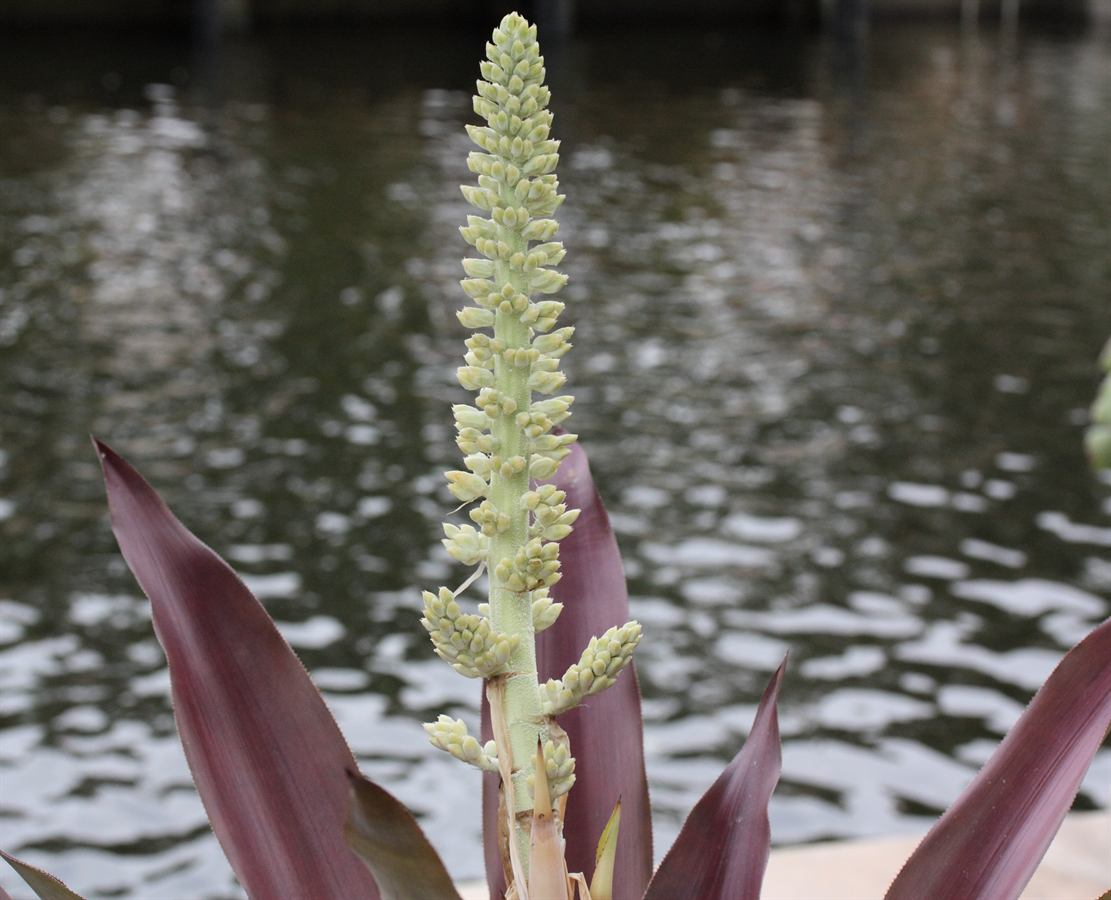